# ヒナガヒメ
ヒナガヒメ（肥長比売、肥長批賣）は、『古事記』に登場する人物、または神。

## 概要
『古事記』中巻の垂仁天皇条に登場する。『日本書紀』『出雲国風土記』には見られない。ヒ（肥）は肥河を表している。

## 記述
本牟智和気御子が出雲の大神（葦原色許男大神）を拝し、肥河で饗膳を受けた際に言葉が話せるようになった後、肥長比売と一夜の結婚をした。しかし、その美人（をとめ）をこっそり覗き見ると蛇だった。御子は畏れて逃げ出し、肥長比売はそれに傷ついて（本文：患、うれへ）海を光（て）らしながら船で追いかけてくる。そのため御子はますます畏れを感じ、山の鞍部から船を引いて越えていき、都へ逃げていった。

## 考証
「肥の河の竜蛇の姫」、「肥河の精霊としての蛇体の女神」の意とされ、海を光らしてやってくる行為は国作りの段の三輪山の神にも見られる、蛇身と関連を持つ特徴である。また、雷神は蛇神と深く結びつけられることから、この行為を雷神の性格の具体化とし、ヒナガヒメを雷神と解釈する説もある。
男が姿を見て逃げ出す展開は黄泉国訪問に類似しており、見るなのタブーの形式を取る話であるとされるが、本文ではホムチワケは明確に禁を課せられていないため、伝承者や『古事記』編纂者によって意図的な改変が施されているのではないかとの指摘もある。
『古事記』でホムチワケの出雲訪問にヒナガヒメとの異類婚姻譚が挿入されている点について、上述した禁が書かれていないことやヒナガヒメが「恥ぢ」ているのではなく「患へ」ているという表記の相違、結婚したにもかかわらず子の誕生や豊饒をもたらすことなく破綻で終わらせるなどの物語の改変によって、国つ神の祟りや凶兆を受けた御子は天皇の位につけないという『古事記』中巻の定型に当てはめ、ホムチワケが皇位を継承できない理由を説明しているとする説がある。この他にも、前述されるキヒサツミによる饗膳を出雲の服属を表しているとしたうえで、献上しようとしたら御子が言葉を発したため服属が完了せず、加えてヒナガヒメとの結婚の失敗を語ることによって出雲と中央政権との関係が改善しなかったことを示し、後の景行天皇条でのまつろわぬ者としての出雲の描写に繋がっていくとする見方もある。

## 祀る神社
- 富能加神社（島根県出雲市所原町） - 主祭神  - 式内社の富能加神社に比定される。社伝には本牟智和氣尊が火中で誕生したためホナカ→ホノカになったとあるが、『出雲国風土記』の社名（保乃加社と記載）は地名に由来を持つ例が多いため、有力な説とは考えがたい。ホノカがホナカ・ヒナガに類似しているため、後世に『古事記』の伝承と結びつけられたと思われる。式内社の富能加神社に比定されるが、所原の地は古代は無人であった可能性があるため、稗原の富能加神社（後述）も候補として挙げられている[8]。明治44年に小野神社が鎮座していた現在地へ移転し、同49年に小野神社を当社と合祭した[9]。
- 市森神社（島根県出雲市稗原町） - 配祀  - 明治4年に神門郡稗原村（現：出雲市稗原町）の富能加神社を境内末社に定める[8]。『出雲国風土記』神門郡の不在神祇官社である加夜社に比定される[9][10]。